# Shitkid
Shitkid, stiliserat som ShitKid, är en svensk musikduo bestående av Åsa Söderqvist och Lina Molarin Ericsson.

## Biografi
Shitkid startades 2016 av Åsa Söderqvist. Ursprungligen från Kramfors men numera baserad i Stockholm. Shitkid har ett skivkontrakt med skivbolaget PNKSLM Recordings och efter att ha släppt den första EP-skivan "ShitKid [EP]" så släpptes de fullständiga EP-skivorna "ShitKid [EP]" (2.0) och EP 2 och därefter debutalbumet "Fish" år 2017. EP-skivan "This Is It [EP]" kom ut i januari 2018 och samma år vann Shitkid Manifestpriset för "Årets Rock". Strax därpå blev Lina Molarin Ericsson ny medlem i bandet. Tillsammans har duon gjort skivan "DETENTION" som släpptes i maj 2019 och har två skivsläpp planerade för 2020. Bland annat skivan Duo Limbo/"mellan himmel å helvete" som spelades in med Melvins i Los Angeles och Paul Leary (Butthole Surfers) i Austin. De har år 2019 även spelat in EP:n "BANGERS" tillsammans med Melvins som endast släpptes i fysisk form i USA.

## Diskografi

### Album
- Fish (2017)
- DETENTION (2019)
- 20/20 ShitKid (2020)

### EP-skivor
- ShitKid [EP] (2016)
- ShitKid [EP] (2.0) (2016)
- EP 2 (2017)
- This Is It [EP] (2018)

### Singlar
- Oh please be a cocky cool kid (2016)
- 666 (2016)
- RnR Sally (2016)
- Sugar town (2017)
- Tropics (2017)
- Alright (2017)
- Two motorbikes (2017)
- Favourite thing (2017)
- Oh me I'm never (2017)
- Yooouuu (2018)
- This is it (2018)
- SuMmEr BrEaK (2019)
- DETENTION (2019)
- RoMaNcE (2019)
- Get jealous (2019)